# Список умерших в 1922 году
В этой статье представлен список известных людей, умерших в 1922 году.
- См. также: Категория:Умершие в 1922 году

## Январь
- 3 января — Капитан из Кёпеника (наст. имя Фридрих Вильгельм Фойгт) (72) — немецкий авантюрист (по профессии сапожник), известный тем, что в 1906 году, одевшись в форму военного, захватил ратушу города Кёпеника и реквизировал городскую кассу, после чего скрылся; позднее осуждён, помилован кайзером.
- 5 января — Эрнест Генри Шеклтон (47) — известный ирландский исследователь Антарктики; сердечный приступ.
- 10 января — Окума Сигэнобу (83) — японский государственный и политический деятель, дипломат, финансист, педагог периодов Мэйдзи и Тайсё, 8-й и 17-й Премьер-министр Японии; основатель университета Васэда.
- 19 января — Павел Бодянский — российский историк.
- 20 января — Евдоким Романов (66) — российский и белорусский этнограф, археолог и публицист.
- 22 января — Бенедикт XV (67) — Папа римский с 3 сентября 1914.
- 27 января — Джованни Верга (81) — итальянский писатель-реалист.
- 27 января — Иоганн Непомук Вильчек (84) — австро-венгерский аристократ польского происхождения, меценат, коллекционер, путешественник, полярный исследователь.

## Февраль
- 7 февраля — Бахруз Кенгерли (30) — азербайджанский художник, график и живописец.
- 11 февраля — Герардус Болланд (67) — голландский философ-самоучка, лингвист, исследователь Библии и преподаватель.
- 14 февраля — Андрей Громов — русский актёр, режиссёр, сценарист.
- 15 февраля — Владислав Залеский (61) — российский правовед, экономист, общественный и политический деятель консервативной направленности.
- 16 февраля — Станислав Нильский-Лапинский (31) — потомок старого шляхетского рода, Подполковник Войска Польского.
- 22 февраля — Влас Дорошевич (57) — русский журналист, публицист, театральный критик, один из известных фельетонистов конца XIX — начала XX века.
- 24 февраля — Ядвигин Ш. (53) — белорусский писатель и журналист.
- 25 февраля — Ефим Мамонтов (32) — руководитель партизан Западной Сибири, военачальник; убит в драке на бытовой почве.

## Март
- 1 марта — Николай Соловьёв — хирург, заведующий хирургическим отделением Ярославской губернской земской больницы.
- 8 марта — Адольф Сонни (61) — российский филолог-классик.
- 9 марта:
  - Николай Катанов (59) — российский тюрколог, профессор Императорского Казанского университета и Казанской духовной академии, доктор сравнительного языкознания, этнограф, фольклорист, общественный деятель.
  - Александр Мишуга (68) — украинский оперный певец, музыкальный педагог и меценат.
- 22 марта — Иосиф Косоногов (55) — российский и украинский физик.
- 26 марта — Макс Абрагам (47) — немецкий физик-теоретик.

## Апрель
- 1 апреля — Карл I (34) — последний император Австро-Венгрии, эрцгерцог Австрийский (под именем Карла IV), король Богемии (под именем Карла III) и король Венгрии (под именем Карла IV) с 21 ноября 1916; воспаление лёгких.
- 4 апреля — Эмилий Абрамович (58 или 59) — российский революционер.
- 16 апреля — Фёдор Дриженко (63) — генерал Корпуса гидрографов, российский учёный-гидрограф, известный исследователь озера Байкал.
- 16 апреля — Леонид Манько (59) — украинский актёр.
- 29 апреля — Кирилл Стеценко (39) — украинский композитор, хоровой дирижёр и музыкально-гражданский деятель.

## Май
- 2 мая — Ойген Эрлих — австрийский правовед.
- 4 мая — Виктор Кингисепп (34) — профессиональный революционер России и Эстонии, один из организаторов Коммунистической партии Эстонии; расстрелян.
- 5 мая — Михаил Гимов (35) — советский государственный и партийный деятель, председатель Исполнительного комитета Симбирского губернского Совета (1918-1921).
- 9 мая — Орест Левицкий (73) — украинский историк, этнограф, писатель.
- 10 мая — Пётр Анохин (30) — советский государственный и партийный деятель, председатель Олонецкого губернского революционного комитета.
- 14 мая — Кароль Скибинский (72—73) — выдающийся польский учёный, ректор Львовского политехнического института.
- 21 мая — Михаэль Майр (58) — федеральный канцлер Австрии (1928-1938)
- 21 мая — Анна Миссуна (53) — русский геолог. Приват-доцент геологического факультета Московского университета.
- 25 мая — Андрей Бакич (43) — российский военный деятель, генерал-лейтенант (1920), видный деятель белого движения в Сибири; расстрелян.
- 25 мая — Конрад Кржижановский (50) — российский, польский живописец.
- 25 мая — Василий Смирнов (75) — востоковед-тюрколог.
- 26 мая — Василий Соколов (53 или 54) — священник, святой Русской православной церкви, причисленный к лику святых как священномученик (август 2000); расстрелян большевиками.
- 26 мая — Александр Заозерский (42) — протоиерей, святой Русской православной церкви, причисленный к лику святых как священномученик (август 2000); расстрелян большевиками.
- 29 мая — Евгений Вахтангов (39) — советский актёр, театральный режиссёр, основатель и руководитель (с 1913 года) Студенческой драматической (в дальнейшем «Мансуровской») студии, которая в 1926 году стала Театром им. Евгения Вахтангова; рак желудка.

## Июнь
- 5 июня — Алексей Галактионов (33 или 34) — российский профессиональный революционер, председатель Самарского губисполкома совета рабочих, крестьянских и красноармейских депутатов (1919—1920); авиакатастрофа.
- 15 июня — Мишши Сеспель (22) — чувашский поэт.
- 16 июня — Василий Ермаков (77) — российский математик, член-корреспондент Петербургской академии наук.
- 21 июня — Александр Перхуров (46) — генерал-майор (1919), руководитель антибольшевистского восстания в Ярославле в 1918 году; расстрелян.
- 24 июня — Александр Антонов (32) — один из руководителей Тамбовского восстания.
- 24 июня — Вальтер Ратенау (54) — германский промышленник еврейского происхождения, сторонник плановой экономики военного типа, министр иностранных дел Германии (1922).
- 26 июня — Альбер I (князь Монако) (73) — князь Монако.
- 28 июня — Велимир Хлебников (36) — русский поэт и прозаик Серебряного века, видный деятель русского авангардного искусства, один из основоположников русского футуризма.

## Июль
- 3 июля — Станислав Козьмян (86) — польский писатель, театральный режиссёр; внук Каэтана Козьмяна.
- 14 июля — Камо (наст. имя Симон Аршакович Тер-Петросян) (40) — профессиональный революционер, один из боевиков большевистской партии; автокатастрофа (попал под автомобиль).

## Август
- 2 августа — Александр Белл (75) — американский учёный, изобретатель и бизнесмен шотландского происхождения, один из основоположников телефонии, основатель компании англ. Bell Telephone Company, определившей всё дальнейшее развитие телекоммуникационной отрасли в США.
- 3 августа — Матиаш Лерх (62) — чешский математик, известный своими работами по математическому анализу и теории чисел.
- 4 августа — Николай Белелюбский (77) — русский инженер и учёный в области строительной механики и мостостроения.
- 4 августа — Энвер-паша (40) — османский военный и политический деятель и один из руководителей басмаческого движения. Убит в бою с частями Красной армии
- 5 августа — Дмитрий Авров — российский и советский военный деятель, активный участник Гражданской войны.
- 13 августа — Иван Ковшаров — российский юрист, адвокат. Расстрелян по приговору советского суда.
- 13 августа — Юрий Новицкий — русский учёный-юрист, православный общественный деятель. Расстрелян по приговору советского суда.
- 22 августа — Майкл Джон Коллинз (31) — ирландский революционер и политик; убит (погиб в бою).

## Сентябрь
- 2 сентября — Генри Лоусон (55) — австралийский писатель, признанный классик национальной литературы.
- 2 сентября — Софья Онуфрович-Плосская (60) — польская революционерка.
- 12 сентября — Николай Сумцов (68) — фольклорист, этнограф, литературовед, историк.
- 16 сентября — Николай Введенский (70) — русский физиолог, ученик Ивана Сеченова.
- 26 сентября — Давид Айзман (53) — русско-еврейский прозаик и драматург.
- 28 сентября — Андрей Юрьянс (65) — латышский композитор и фольклорист.

## Октябрь
- 5 октября — Александр Аленицын (37) — российский теннисист, участник Летней олимпиады 1912 года в Стокгольме в составе Российской сборной, чемпион Санкт-Петербурга (1909—1911) и Москвы (1911). Покончил жизнь самоубийством в застенках ЧК.
- 15 октября — Сидор Твердохлиб — Украинский поэт, переводчик, журналист и общественный деятель. Убит
- 21 октября — Евгений Григорук — украинский советский поэт, переводчик, организатор печатного дела на Украине.
- 28 октября — Тит Дворников — русский живописец, член товарищества передвижных художественных выставок.
- 30 октября — Павел Аргеев (35) — русский лётчик-ас Первой мировой войны.

## Ноябрь
- 18 ноября — Марсель Пруст (51) — французский писатель, один из самых значительных писателей и философов XX века; воспаление лёгких.
- 19 ноября — Александр Догель (70) — русский гистолог и эмбриолог.

## Декабрь
- 4 декабря — Владимир Чиж (67) — русский психиатр, доктор медицины, профессор, писатель.
- 5 декабря — Сергей Найдёнов (54) — русский драматург.
- 16 декабря — Элиэзер Бен-Йехуда (63) — «отец современного иврита», основатель гебраизма.
- 16 декабря — Дмитрий Гольдгаммер (62) — русский физик. Ученик А. Г. Столетова.
- 16 декабря — Габриэль Нарутович (57) — первый президент Польши.
- 17 декабря — Дэвид Линдси (66) — австралийский путешественник-исследователь, геолог, геодезист, картограф, топограф, член Лондонского Королевского географического общества.

## Дата неизвестна или требует уточнения
- Николай Абрамович (40) — российский литературный критик, прозаик, поэт и публицист
- Иван Чехов (60 или 61) — известный российский педагог, брат Антона Чехова.